# Amelia Griffiths
Amelia Warren Griffiths (1768–1858), a menudo referida en trabajos contemporáneos como Mrs Griffiths of Torquay, fue una raquera y ficóloga amateur británica que elaboró numerosas colecciones importantes de especímenes de algas. 
Mantuvo correspondencia con William Henry Harvey durante muchos años, convirtiéndose en un amigo cercano. Harvey le dedicó su Manual de algas británicas de 1849, y una vez escribió:

"If I lean to glorify any one, it is Mrs Griffiths, to whom I owe much of the little acquaintance I have with the variations to which these plants are subject, and who is always ready to supply me with fruits of plants which every one else finds barren. She is worth ten thousand other collectors."

Carl Adolph Agardh nombró Griffithsia en su honor.
- La abreviatura «A.W.Griffiths» se emplea para indicar a Amelia Griffiths como autoridad en la descripción y clasificación científica de los vegetales.[3]